# Piemontesina
(Piemontesina)
Piemontesina è un brano musicale scritto nel 1936 da Enrico Frati per il testo e da Giovanni Raimondo per la musica, edito dalle edizioni musicali Raimondo. e inciso da Silvana Fioresi e Gianni Di Palma su etichetta Parlophon.

## Il brano
Il testo, che racconta l'amore giovanile tra uno studente universitario e una ragazza, è ispirato alla storia di Mario e Dorina, i due personaggi dell'operetta Addio giovinezza, di Nino Oxilia e Sandro Camasio, che racconta la vicenda di studenti e sartine nella Torino dei primi anni del ventesimo secolo.
La canzone divenne subito molto famosa, entrando anche nel repertorio di molte orchestre di liscio.

## Altre incisioni
- 1957: Carlo Pierangeli con il Trio Aurora e il complesso di Gianni Armand[6].
- 1964: Franca Frati e Sante Andreoli[7].
- 1985: Renzo Arbore[8].

La canzone venne inoltre tradotta in inglese nel 1951 da Edward Carra con il titolo Collegian love.